# Republika Dońska
Republika Dońska (ros. Донска́я респу́блика Donskaja riespublika, Wszechwielkie Wojsko Dońskie, ros. Всевеликое Войско Донское Wsiewielikoje Wojsko Donskoje) – niezależne państwo, utworzone 18 maja 1918 na terenach byłego Obwodu Wojska Dońskiego.
Republikę Dońską stworzono z poparciem Armii Cesarstwa Niemieckiego i Brytyjczyków (a więc przedstawicieli państw nadal prowadzących wojnę ze sobą). Udało się im stworzyć armię, która w krótkim czasie wygnała bolszewików z terenów Republiki, likwidując Dońską Republikę Radziecką.
11 maja 1918 wybrano doński rząd tymczasowy. 16 maja obwołano Piotra Krasnowa atamanem z uprawnieniami dyktatorskimi. 5 czerwca Krasnow proklamował powstanie Republiki Dońskiej. Stolicą Republiki był Nowoczerkask.
Po wybuchu rewolucji w Niemczech (1918), klęsce Niemiec i zawieszeniu broni na froncie zachodnim wojska niemieckie zaczęto wycofywać do kraju. Armia Krasnowa, 50 000 ludzi, musiała teraz walczyć z czerwonoarmistami na dwa fronty. Wielu Kozaków przechodziło na stronę bolszewików, inni kapitulowali lub dezerterowali. 14 lutego 1919 Krasnow ustąpił ze stanowiska atamana Donu i przekazał resztki swych sił Armii Ochotniczej. Jego następcą na stanowisku atamana był od 6 lutego 1919 gen. Afrikan Bogajewski (do 1921, na emigracji).
Republika Dońska została rozbita przez Armię Czerwoną na początku 1920 r.